# Osirinus fritzi
Osirinus fritzi är en biart som beskrevs av Roig-alsina 1989. Osirinus fritzi ingår i släktet Osirinus och familjen långtungebin. Inga underarter finns listade i Catalogue of Life.